# جنون سرعت: بدون محدودیت
جنون سرعت: بدون محدودیت (به انگلیسی: Need for Speed: No Limits) یک بازی رایگان مسابقه‌ای توسعه داده شده توسط فایرمانکیز استودیو و منتشر شده توسط الکترونیک آرتز است. این بازی بیست و یکمین بازی سری جنون سرعت، دومین عنوان رایگان جنون سرعت (پس از جنون سرعت: دنیا) و همچنین اولین عنوان این سری است که به‌طور اختصاصی تنها برای تلفن‌های همراه ساخته شده‌است. این بازی در ۳۰ سپتامبر ۲۰۱۵ برای سیستم عامل‌های اندروید و آی‌اواس عرضه شد.

## گیم‌پلی
جنون سرعت: بدون محدودیت تمرکز خاصی بر روی مسابقات خیابانی، تغییرات خودرو و گریز از پلیس دارد.
بازیکن باید در «مسابقات زیرزمینی» (داستان بازی به همین شکل است) و «سری مسابقات ماشین» (جایی که فقط ماشین‌های خاصی اجازه شرکت دارند) بازی کند. همین‌طور بازیکن می‌تواند در مسابقات «محدودیت زمان» شرکت کند که در اینجا می‌تواند ماشین مخصوصی را قرض بگیرد و با آن مسابقه دهد. اگر بازیکن بتواند بازی را قبل از وقت معین شده به اتمام برساند، ماشین به عنوان جایزه به خود بازیکن داده می‌شود.
علاوه بر ارتقاء عملکرد، بیشتر اتومبیل‌های بازی با چرخ، بدنه، کیت‌های پهن، تعویض رنگ و پکیج قابل شخصی‌سازی هستند. با این حال، اتومبیل‌های منحصر به فرد به دست آمده از رویدادهای ویژه محدود (و همچنین اتومبیل‌های فراری) قابل شخصی‌سازی نیستند.

## بازتاب‌ها
| گردآورنده | امتیاز |
| --------- | ------ |
| متاکریتیک | ۶۷/۱۰۰ |

| ناشر        | امتیاز |
| ----------- | ------ |
| TouchArcade | [ ۶ ]  |

جنون سرعت: بدون محدودیت بررسی مختلط را دریافت کرد. منتقدین از کیفیت بازی، کنترل خودروها و گیم‌پلی بازی تمجید کردند، اما از سیستم خرید درون برنامه‌ای بازی و مسابقات کوتاه انتقاد کردند. بازبینی جمعی وبگاه متاکریتیک پس از ۸ بررسی به این بازی امتیاز ۶۷ از ۱۰۰ را داد.
هری اسلاتر از پاکت گیمر به این بازی امتیاز ۸ از ۱۰ را داد و از گرافیک بازی، گیم پلی سریع و دسترسی رایگان تقدیر کرد، اما از مراحل کوتاه بازی انتقاد کرد. کیت آندرو از بررسی‌های معتبر به بازی امتیاز ۳ از ۵ را داد و از لزوم پرداخت مبلغ قابل توجهی پول برای دسترسی به همهٔ خودروهای بازی انتقاد کرد.